# Nepenthes vogelii
Nepenthes vogelii är en tvåhjärtbladig växtart som beskrevs av André Schuiteman och De Vogel. Nepenthes vogelii ingår i släktet Nepenthes och familjen Nepenthaceae. Inga underarter finns listade i Catalogue of Life.

## Bildgalleri

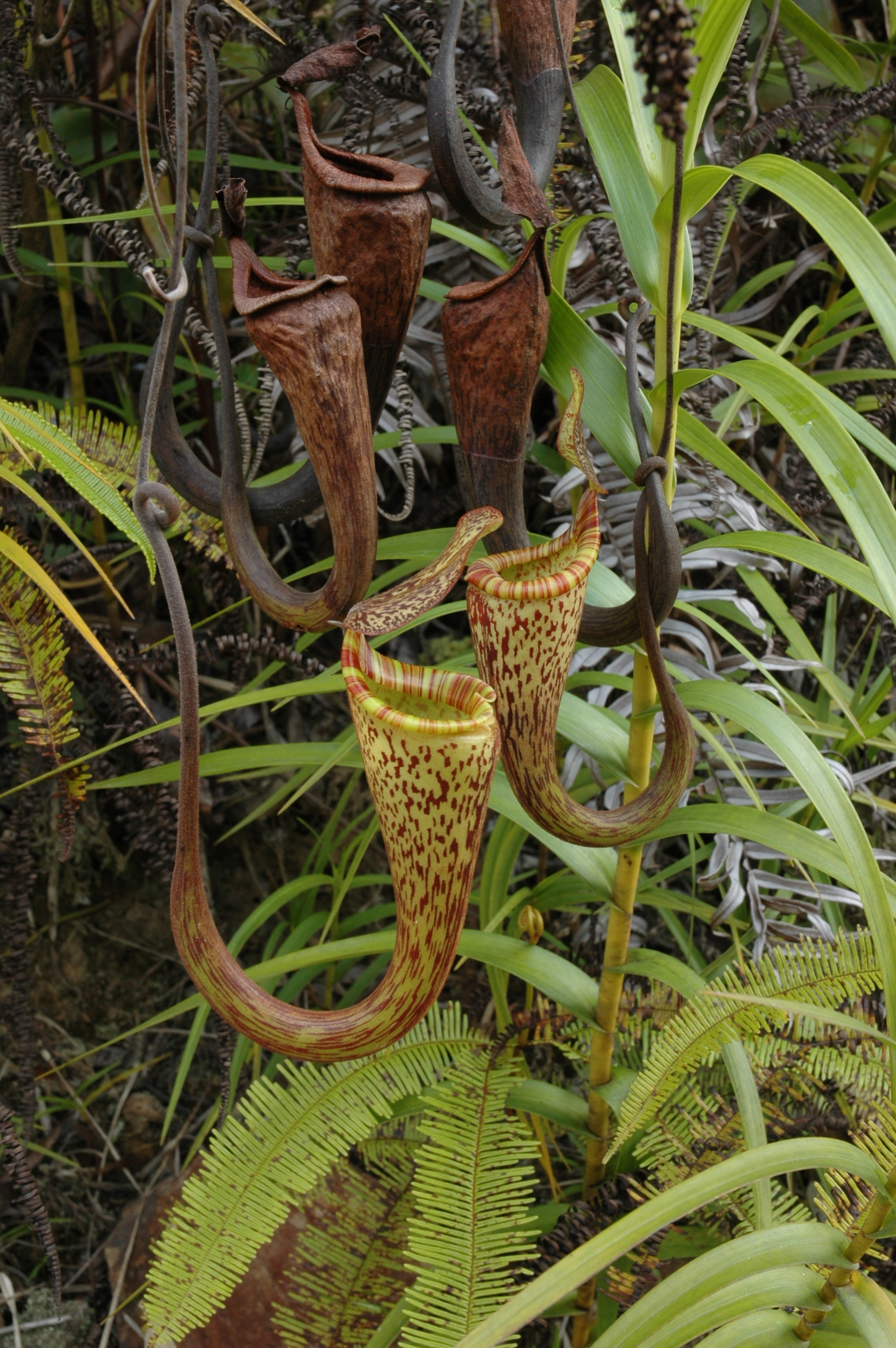
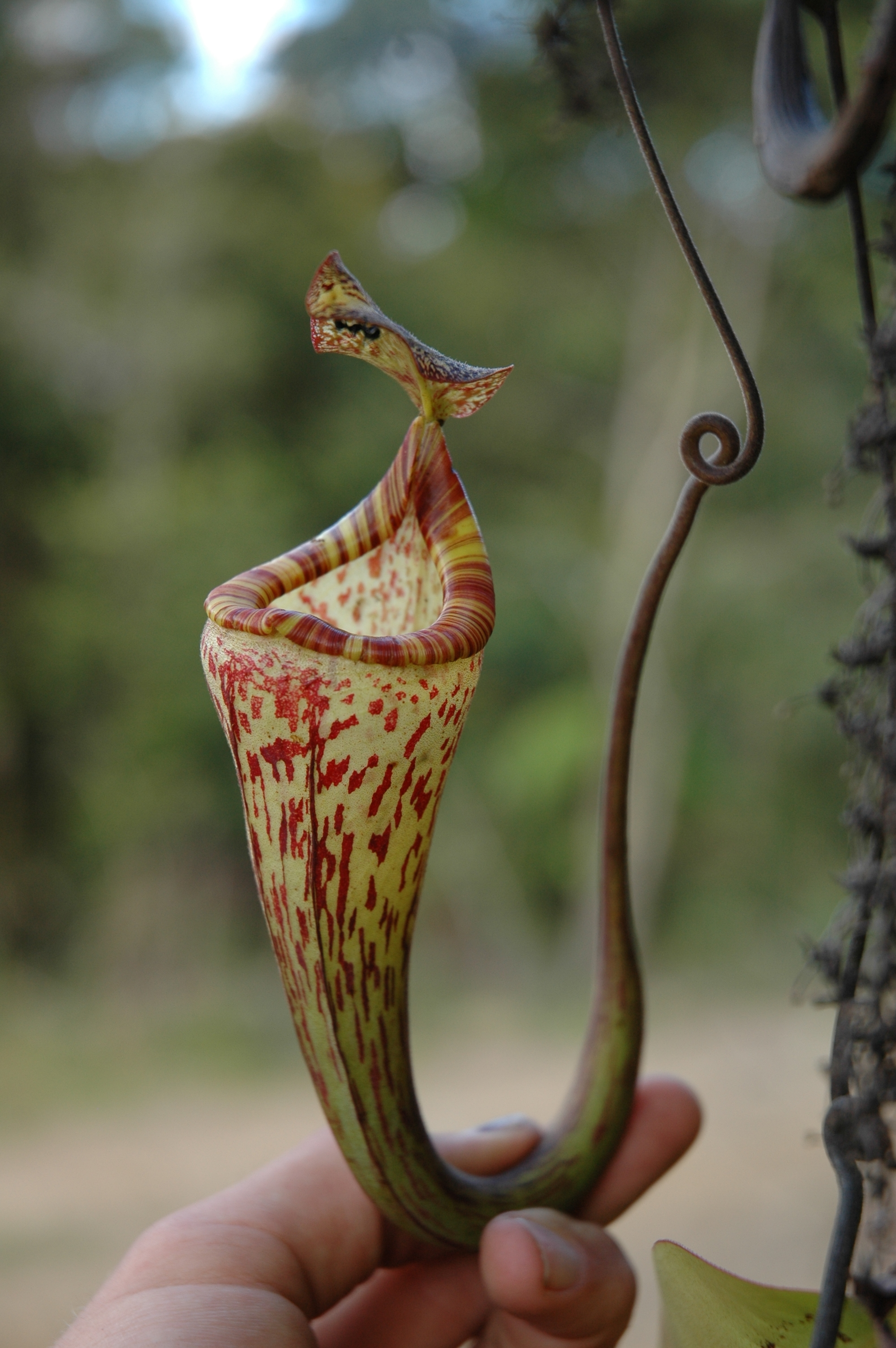
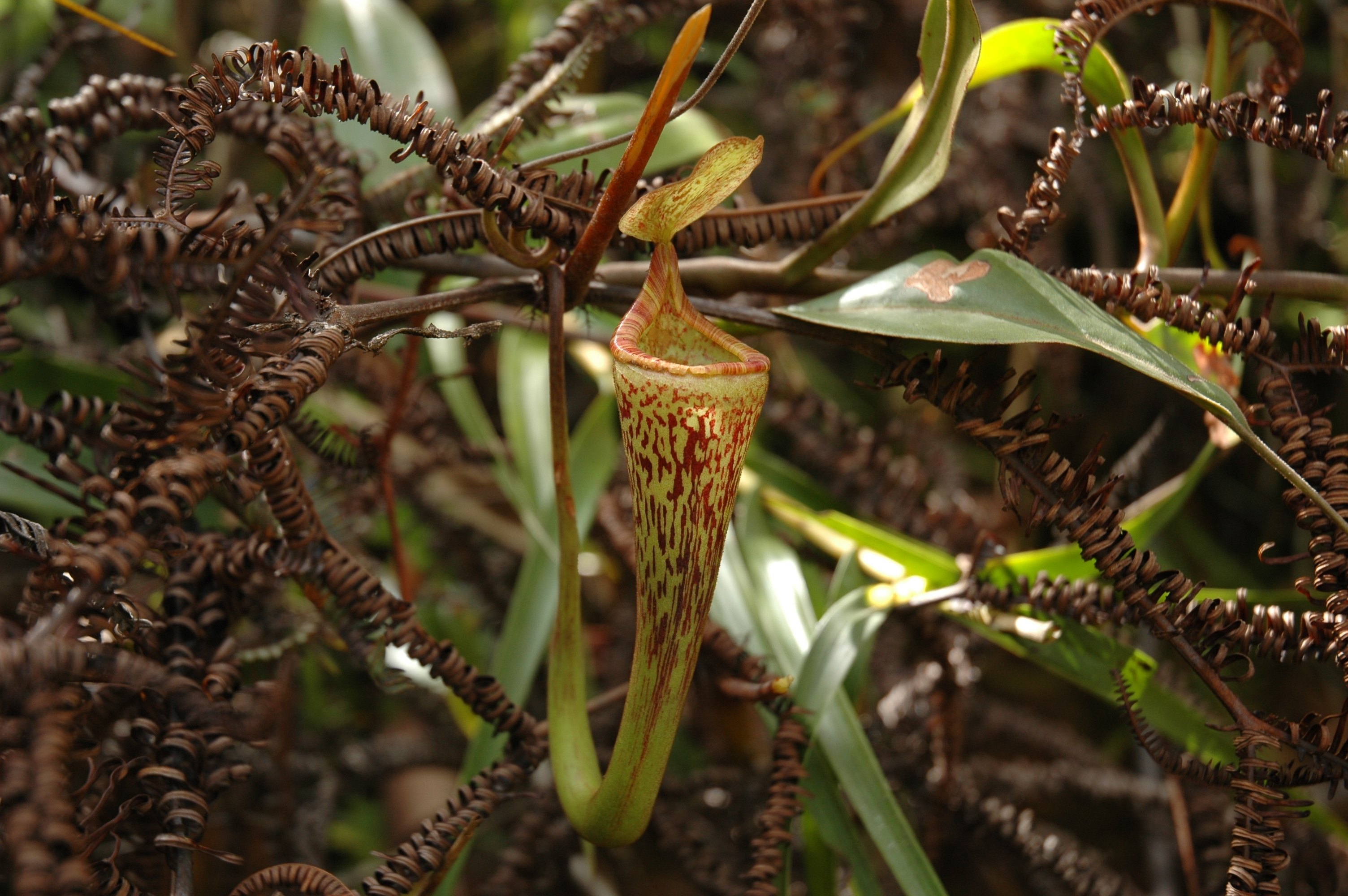
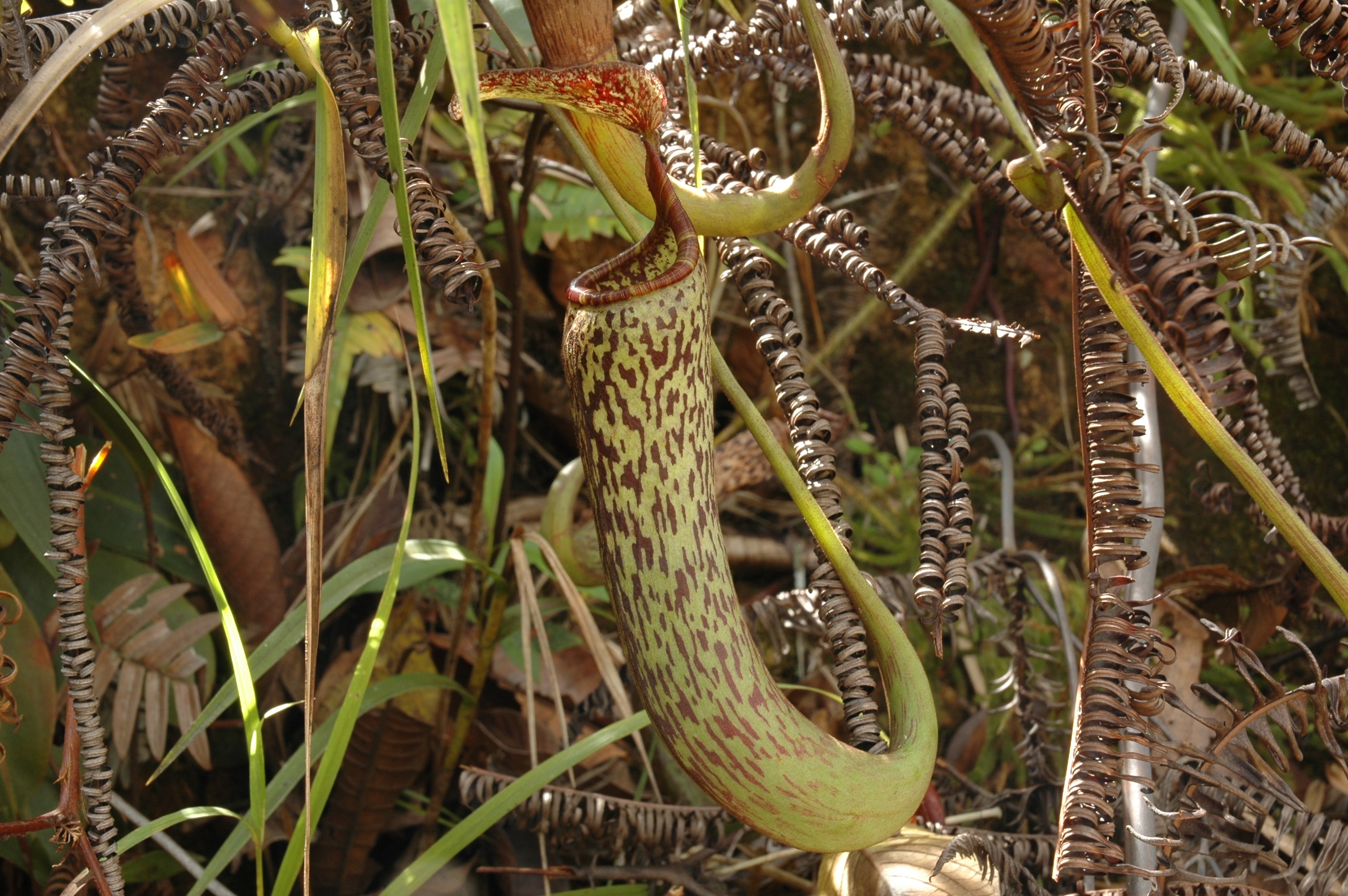
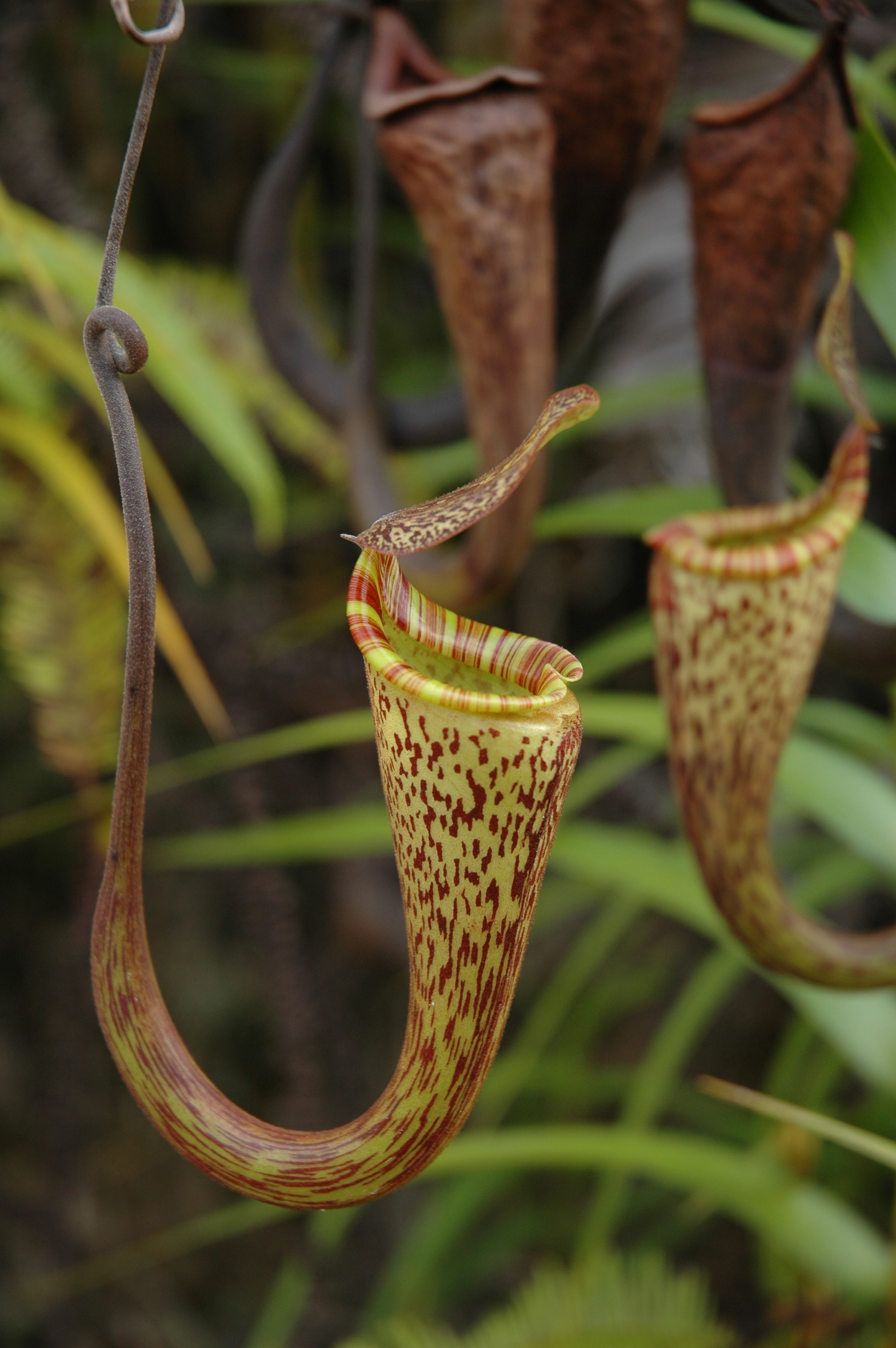
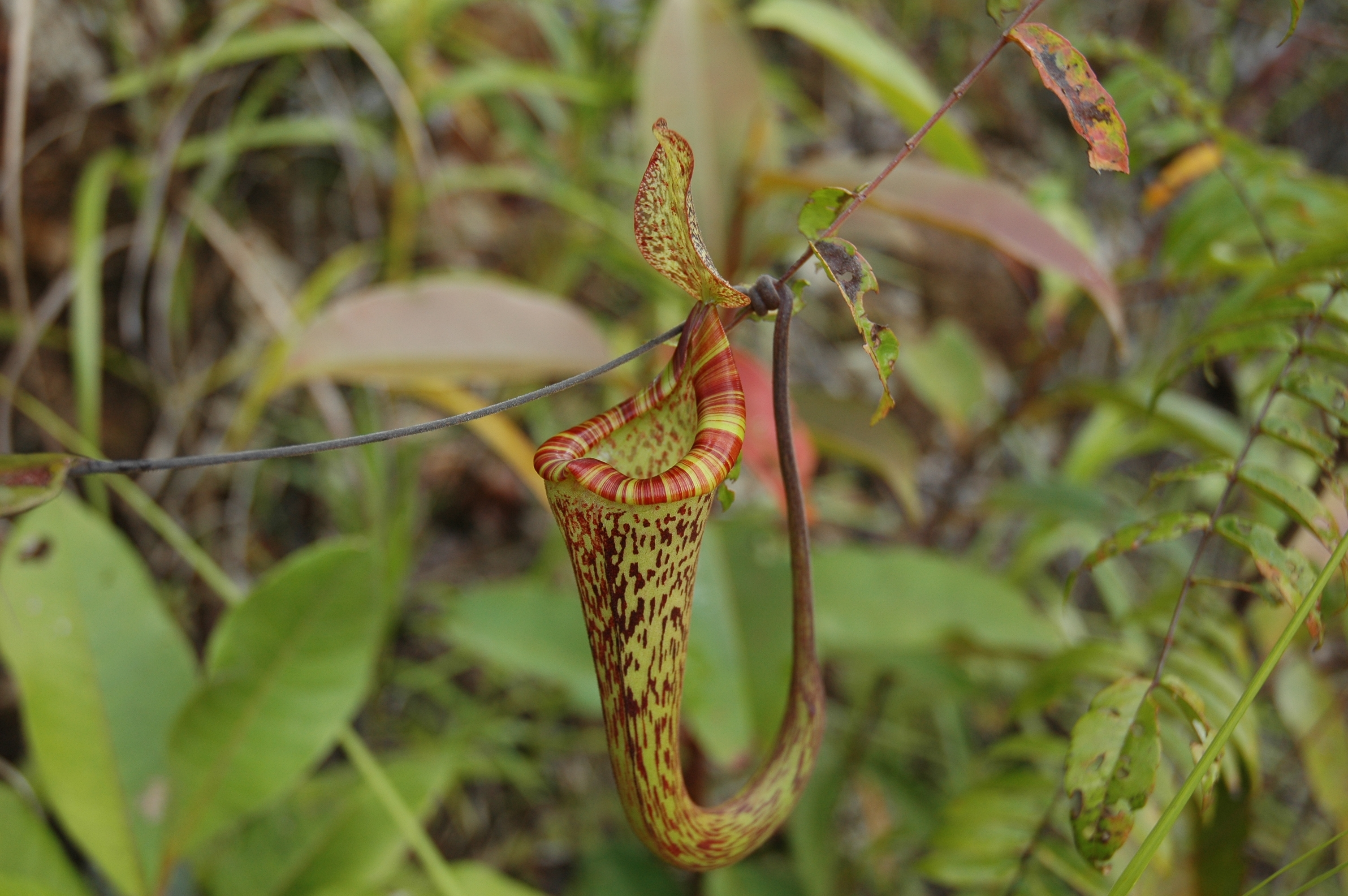